# Hans Hahn (pilote de chasse de nuit)
Pour les articles homonymes, voir Hans Hahn.
Hans Hahn (21 février 1919 à Rheydt - 11 octobre 1941 à Grantham) est un pilote de chasse allemand, as de l'aviation qui a servi au sein de la Luftwaffe dans la Wehrmacht pendant la Seconde Guerre mondiale. 
Il a été récipiendaire de la Croix de chevalier de la Croix de fer. Cette décoration est attribuée pour récompenser un acte d'une extrême bravoure sur le champ de bataille ou un commandement militaire avec succès.

## Biographie
Hans Hahn est le fils de Johannes Hahn et le petit-fils de Johann Hahn et Mathilde Baumann, de Eickel (maintenant Herne-Eickel)
Hans Hahn est tué le 11 octobre 1941 après la collision de son Junkers Ju 88 avec un avion d'entrainement de la Royal Air Force Airspeed AS.10 Oxford. Durant sa carrière, il est crédité de douze victoires aériennes, toutes en vol de nuit.

## Décorations
- Insigne d'aviateur Flugzeugführerabzeichen
- Insigne de combat de la Luftwaffe
- Croix de fer (1939)
  - 2e Classe
  - 1re Classe
- Croix de chevalier de la Croix de fer
  - Croix de chevalier le 9 juillet 1941 en tant que Leutnant et Flugzeugführer dans la I./Nachtjagdgeschwader 2[2]